# Wapen van Indonesië
Het wapen van Indonesië wordt de Garuda Pancasila genoemd en bestaat uit een Garoeda met een schild op zijn borst. Dit schild toont de vijf principes van de Indonesische nationale filosofie. Het schild is ontworpen door Sultan Hamid II van Pontianak en in gebruik sinds 11 februari 1950.
De Garoeda heeft zeventien veren aan elk vleugel, acht staartveren en 45 nekveren. Samen bij elkaar brengt het de onafhankelijkheidsdag die Indonesië heeft: 17 augustus (de achtste maand) (19)45. Op het vaandel die de Garoeda in zijn klauwen houdt, staat: Bhinneka Tunggal Ika. Wat vrij vertaald "Eenheid in verscheidenheid" betekent maar meer letterlijk kan worden weergegeven als "(Ofschoon) verdeeld in stukken, toch één".
Op het schild staat de Pancasila gesymboliseerd:
- de ster
- de gesloten ketting
- de waringinboom
- de banteng
- de rijsthalm en katoentak